# Joseph Laniel
Joseph Laniel (Vimoutiers, 1889. október 12. – Párizs, 1975. április 8.) francia politikus, a Negyedik Francia Köztársaság 14. miniszterelnöke.

## Pályafutása
Tanulmányainak befejezése után a nagyapja által alapított vimoutiers-i és lisieux-i szövödéket vezette. 1922-ben Notre-Dame-de-Courson polgármesterévé választották, majd Calvados megye tanácsosa lett. Apja, Henri Laniel, Calvados előző nemzetgyűlési képviselője nem szerzett elegendő szavazatot a választások első fordulójában, ezért Joseph indult független képviselőjelöltként a második fordulóban, és beválasztották a nemzetgyűlésbe. A vámügyekkel és kereskedelmi egyezményekkel foglalkozó parlamenti csoport munkájában vett részt. 1936-ban újra megválasztották. 1940. március 21. és június 15. között a pénzügyekért felelős Paul Reynaud minisztériumában pénzügyi államtitkár helyettes, a gazdasági és pénzügyi témák szakértőjévé vált.
1940 júliusában Henri Philippe Pétain teljhatalmára szavazott, de később elhatárolta magát a Vichy-kormánytól. Csatlakozott a ellenálláshoz, részt vett az Ellenállás Francia Tanácsának megalakításában, amely a különböző ellenállási csoportokat koordinálta. 1944. augusztus 26-án Charles de Gaulle és Georges Bidault mellett vonult fel a Champs-Élysées-n.
1945-ben újra Calvados megyét képviselte az alkotmányozó nemzetgyűlésben. Decemberben ellenezte a Banque de France és a nagy hitelintézetek államosítását. Helyette a pénzügyminiszter ellenőrzése alá tartozó hitelszervezetet képzelt el, de javaslatát elutasították. Egyik alapítója volt Franciaország negyedik nagy pártjának, a Parti républicain de la Libertének. 1947-ben ellenezte Francia Algéria közigazgatásának decentralizálását, 1949 júliusában támogatta az Észak-atlanti Szerződés ratifikálását. 1951. augusztus 11. és október 4. között távközlési és postaügyi miniszter, majd október 4-től 1952. január 20-ig államminiszter volt René Pleven második kormányában. Szintén államminiszter Edgar Faure első kormányában. 1953. június 27-én kormányt alakított, amelynek bukását a vesztes Điện Biên Phủ-i csata okozta.

## Írásai
- Le Drame indochinois, 1957
- Jours de gloire et jours cruels, 1971
- Réflexions après l’action 1973

## Kapcsolódó szócikk
- Franciaország miniszterelnökeinek listája